# Antarchaea pentheus
Antarchaea pentheus là một loài bướm đêm trong họ Noctuidae.